# Yngwie J. Malmsteen : The Best of '90–'99
The Best Of 1990–1999 es un álbum de éxitos del guitarrista sueco Yngwie Malmsteen. Fue lanzado en mayo del año 2000.

## Lista de temas
| N.º | Título                       | Duración |  |
| 1.  | «Gimme, Gimme, Gimme»        | 5:58     |  |
| 2.  | «Never Die»                  | 3:29     |  |
| 3.  | «Brothers»                   | 3:45     |  |
| 4.  | «Seventh Sign»               | 6:31     |  |
| 5.  | «Vengeance»                  | 4:50     |  |
| 6.  | «Voodoo»                     | 6:17     |  |
| 7.  | «Facing The Animal»          | 4:35     |  |
| 8.  | «Like An Angel»              | 5:44     |  |
| 9.  | «Another Time»               | 5:02     |  |
| 10. | «Rising Force» (directo)     | 4:27     |  |
| 11. | «Gates Of Babylon» (directo) | 7:11     |  |
| 12. | «Blue»                       | 4:10     |  |
| 13. | «Hangar 18, Area 51»         | 4:44     |  |
| 14. | «Cavalino Rampante»          | 3:53     |  |